# Montcy-Saint-Pierre
Montcy-Saint-Pierre is een plaats en voormalige gemeente in het Franse departement Ardennes in de regio Grand Est.
Op 1 oktober 1966 fuseerde Montcy-Saint-Pierre met Charleville, Étion, Mézières en Mohon tot de gemeente Charleville-Mézières.
Montcy-Saint-Pierre is gelegen in een meander van de Maas en vormt feitelijk een eiland doordat een kanaal als onderdeel van het Canal de l'Est is aangelegd zodat schepen op de Maas deze meander kunnen afsnijden.

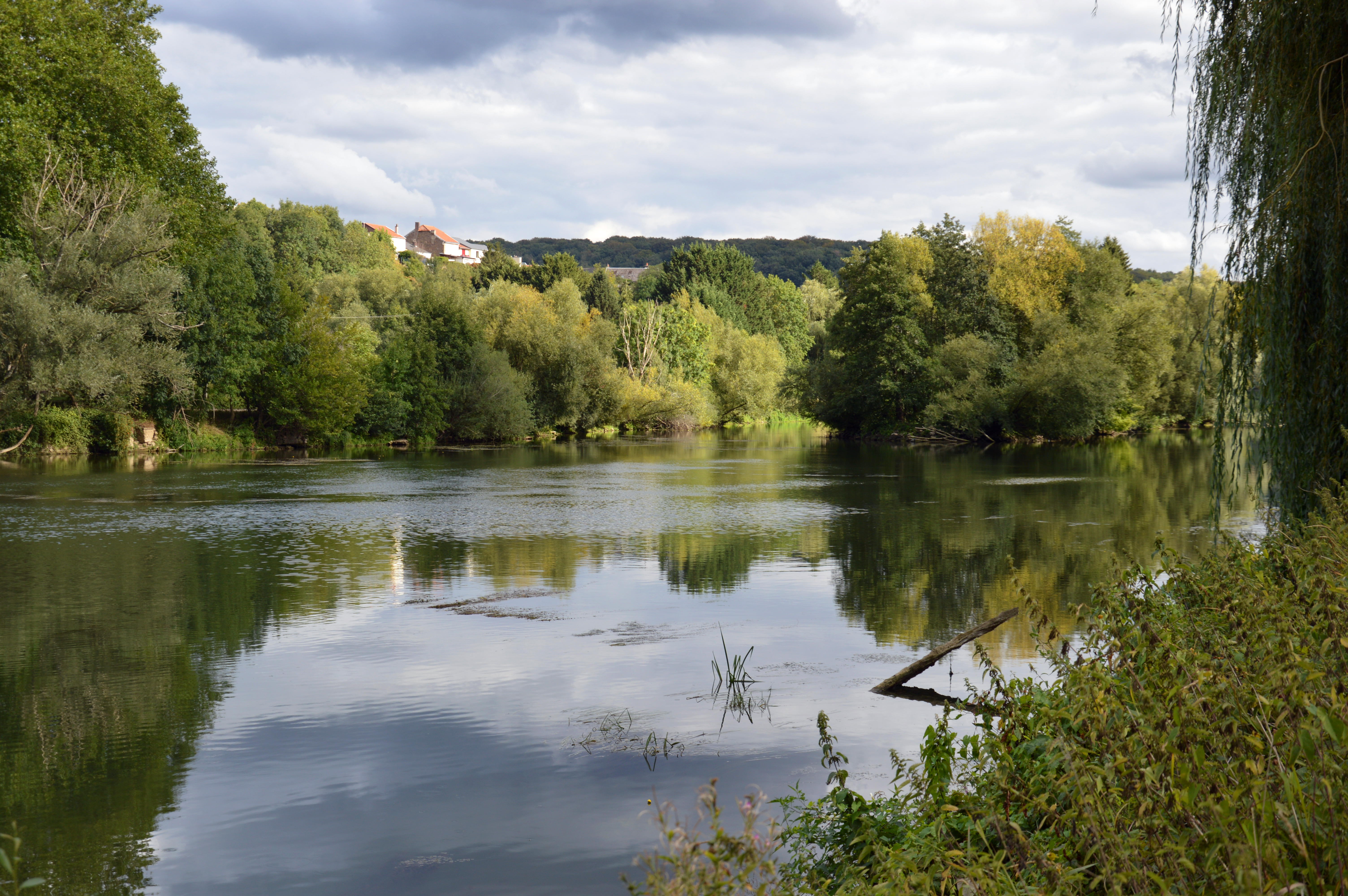
De Maas tussen Montcy-Saint-Pierre en Montcy-Notre-Dame

Charleville · Étion · Mézières · Mohon · Montcy-Saint-Pierre · Le Theux